# Rubi
Rubí je meksička telenovela koju je producirao Benjamin Cann. Režirao ju je Jose Alberto Castro. Telenovela je rađena prema originalnoj ideji Yolande Vargas Dulche.

## Sinopsis
Frigidna i pokvarena Rubí, čije ime znači "rubin", je protagonistica ove priče pune ljubavi, spletki i intriga. Odrasla u siromašnoj meksičkoj obitelji, Rubi je uvijek sanjala o boljem životu. Svoj izgled uvijek je vidjela kao svoje najveće oružje za postizanje željenih ciljeva. Studentica je na privatnom sveučilištu zahvaljujući svojoj radišnoj sestri Cristini, koja radi teško kako bi uzdržavala svoju sestru i bolesnu majku Refugio. Na sveučilištu se sprijatelji s bogatašicom Maribel, dragom i lijepom djevojkom koja je nakon nesreće ostala invalid. Maribel misli kako je napokon pronašla pravu prijateljicu u Rubi, no ne zna da je Rubí njena prijateljica samo zbog interesa. Nakon što posjeti Maribel u njenoj vili, Rubí je uvjerena da je ona trebala živjeti ovakvim životom i da će pod svaku cijenu pokušati zadobiti takvo bogatstvo. 
Zbog svoje invalidnosti, Maribel ne izlazi previše iz kuće, te svoje slobodno vrijeme provodi na internetu razgovarajući sa svojim dečkom Hectorom. Nakon nekog vremena, Hector i Maribel se upoznaju, te je Hector zaprosi. Sretna Maribel pristane na Hectorovu prosidbu. Istovremeno, Hector predstavi Rubi svog najboljeg prijatelja, liječnika Alejandra. Uvjerena kako je Alejandro uspješan i bogat, Rubí se zaljubi u njega i presretna je što će svih četvero biti sretni i zaljubljeni. Sve je bilo idilično, dok Rubi ne sazna kako je Alejandro zapravo siromašan. Rubí sada mora birati između prave ljubavi i novca, no zbog svoje taštine izabere potonje, te napusti Alejandra. Potišten, Alejandro namjerava zaboraviti na Rubí i u potpunosti se posvetiti svojoj profesiji. Sada je Rubín jedini cilj preoteti bogatog Hectora svojoj prijateljici Maribel.

## Zanimljivosti o seriji
- Riječ je o trećoj verziji uspješnog romana Yolande Vargas Dulche. 1968. Televisa je napravila telenovelu pod istim nazivom, a u glavnoj ulozi se pojavila meksička legenda Fanny Cano. 1970. napravljen je film Rubí: La Pelicula u kojoj je glavnu ulogu tumačila cijenjena meksička glumica Iran Eory.
- Prije nego što je Barbara Mori prihvatila ulogu, kao potencijalne kandidatkinje za ulogu spominjale su se i Anahi, Patricia Manterola i Sara Maldonado.
- Glumac Antonio Medellin, koji je u originalnoj telenoveli tumačio lik glavnog junaka Alejandra, u ovoj je verziji tumačio lik Ignacija, Alejandrovog oca.
- Glumica Adriana Roel, koja je u filmu iz 1970.-e tumačila lik Rubine majke Refugio, u ovoj je verziji tumačila sporedni lik Genarove tajnice.
- Jedino promijenjeno ime iz originalne verzije jest lik Hectora. U originalnoj verziji, Hector se zvao Cesar i tumačio ga je Carlos Fernandez.
- Rubi je imala otvoreni kraj. Barbara Mori je pozvana da nastupi i u planiranom nastavku telenovele, koji je kasnije suspendiran. Glumica je odbila nastupiti u nastavku.
- Pjesmu La Descarada otpjevao je poznati meksički pjevač Reyli.
- Telenovela je na nagradama "TVyNovelas 2005." trijumfirala osvojivši pet nagrada: najbolja telenovela, najbolja glavna glumica (Bárbara Mori), najbolji glavni glumac (Eduardo Santamarina), najbolja sporedna glumica (Ana Martin), najbolja uvodna pjesma (La Descarada) i najbolji redatelj scene (Benjamin Cann i Eric Morales).

## Uloge
| Glumac/ica             | Lik                         |
| ---------------------- | --------------------------- |
| Bárbara Mori           | Rubí Perez Ochoa de Ferrer  |
| Eduardo Santamarina    | Alejandro Cardenas Ruiz     |
| Jacqueline Bracamontes | Maribel de la Fuente        |
| Sebastián Rulli        | Hector Ferrer †             |
| Ana Martín             | Refugio Ochoa de Perez †    |
| Paty Díaz              | Cristina Perez Ochoa        |
| Jan                    | Marco Rivera                |
| Miguel Pizarro         | Loreto Echagüe              |
| Yadhira Carrillo       | Elena Navarro               |
| Josefina Echanove      | Francisca "Pancha" Muñoz †  |
| Antonio Medellin       | Ignacio Cardenas            |
| Ana Bertha Espin       | Elisa de Duarte             |
| Jose Elias Moreno      | Genaro Duarte               |
| Olivia Bucio           | Carla Ruiz de Cardenas      |
| Leonrilda Ochoa        | Dolores "Doña Lola" Herrera |
| Roberto Vander         | Arturo de la Fuente         |
| Luis Gatica            | Cayetano Martinez †         |
| Arlette Pacheco        | Lilia López de Duarte       |
| Ofelia Cano            | Victoria Gallegos           |
| Manuel "Flaco" Ibáñez  | Onésimo Segundo Rabozo      |

### Gostujuće uloge
| Glumac/ica                 | Lik                             |
| -------------------------- | ------------------------------- |
| Kristel Casteele           | Fernanda Martínez Pérez         |
| Carlos Camara              | José Luis Bermúdez †            |
| Adriana Roel               | Hilda Méndez                    |
| Dolores Salomon "Bodokito" | Mariquita                       |
| José Antonio Ferral        | Dr. Garduño                     |
| Eduardo Rodríguez          | Saúl Arce                       |
| Ingrid Martz               | Lorena Treviño                  |
| Marco Mendez               | Luis Duarte                     |
| Sergio Argueta             | Francisco "Paco" Gómez Gallegos |
| Tania Vazquez              | Sofia Cardenas Ruiz             |
| Mariana Rountree           | Ingrid Mendoza                  |
| Marlene Favela             | Sonia Chavarria †               |
| Hugo Macias Macotela       | Isidro Roldan                   |
| Sergio Goyri               | Yago Piedrasanta †              |
| Manuel Landeta             | Lucio Montemayor †              |
| Roberto Sen                | David Treviño                   |
| Maria Fernanda Garcia      | Valeria                         |
| Lilia Aragon               | Nora de Navarro                 |
| Gerardo Albarran           | Gabriel Almanza                 |
| Manuel Foyo                | Ernesto Bermudez †              |
| Lorena Velasquez           | Mary Chavarria                  |
| Amelia Zapata              | Celia Fuentes                   |
| Karen Sandoval             | Natalia 'Naty' Duarte López #1  |
| Nicole Vale                | Natalia 'Naty' Duarte López #2  |
| Odamaris Ruiz              | Tania                           |
| Alicia Fahr                | Romina                          |
| Roger Cudney               | Howard Williams                 |
| Sergio Jurado              | Millan                          |
| Raul Valerio               | Mosques                         |
| Sergio Zaldivar            | Gazcon                          |
| Luz Maria Guizar           | Lorenina majka                  |
| Violeta Isfel              | Rubina neprijateljica           |
| Liza Willert               | Carlina medicinska sestra       |

## Vanjske poveznice
- Uvodna špica telenovele
- Službena stranica
- Trailer
- Sapunice.net